# Bhaktarahalli, Koratagere
Bhaktarahalli là một làng thuộc tehsil Koratagere, huyện Tumkur, bang Karnataka, Ấn Độ.